# Sebevraždy v Bělorusku
Sebevraždy v Bělorusku jsou běžnou příčinou nepřirozené smrti a v roce 2016 byla v zemi míra sebevražd v přepočtu na 100 tisíc obyvatel celosvětově v první desítce. Před ruskou finanční krizí v roce 1998 počet sebevražd meziročně klesal, v následujících letech však došlo k výraznému nárůstu.

## Příčiny
Údaje naznačují, že v Bělorusku existuje souvislost mezi konzumací alkoholu a počtem sebevražd; většina lidí, která spáchala sebevraždu (nebo se o ni pokusila), nadužívala alkohol nejméně rok před svou smrtí. Alkohol je v Bělorusku velmi levný, tedy snadno dostupný, což tento problém ještě prohlubuje. Bělorusové mají tendenci nevyhledávat pomoc nebo poradenství, pokud potřebují podporu, protože se stále obávají, že budou zapsáni do záznamů jako osoby, které se léčí na psychiatrii, což má za následek, že přibližně 90 % osob, které spáchaly sebevraždu, nikdy nevyhledalo psychiatrickou pomoc.
Nejčastější metodou sebevraždy je oběšení nebo skok z výšky, což představuje přibližně 80 % z celkového počtu sebevražd.

## Statistiky
Statistiky z roku 2012 ukázaly, že více Bělorusů spáchalo sebevraždu než zemřelo při dopravních nehodách. Velký počet sebevražd se v zemi odehrává ve venkovských oblastech, na rozdíl od jiných zemí, které jsou na žebříčku výše.
| Míra sebevražd (na 100 tisíc obyvatel), podle pohlaví, Bělorusko, 1981-2009 | Míra sebevražd (na 100 tisíc obyvatel), podle pohlaví, Bělorusko, 1981-2009 | Míra sebevražd (na 100 tisíc obyvatel), podle pohlaví, Bělorusko, 1981-2009 | Míra sebevražd (na 100 tisíc obyvatel), podle pohlaví, Bělorusko, 1981-2009 | Míra sebevražd (na 100 tisíc obyvatel), podle pohlaví, Bělorusko, 1981-2009 | Míra sebevražd (na 100 tisíc obyvatel), podle pohlaví, Bělorusko, 1981-2009 | Míra sebevražd (na 100 tisíc obyvatel), podle pohlaví, Bělorusko, 1981-2009 | Míra sebevražd (na 100 tisíc obyvatel), podle pohlaví, Bělorusko, 1981-2009 | Míra sebevražd (na 100 tisíc obyvatel), podle pohlaví, Bělorusko, 1981-2009 |
| Pohlaví                                                                     | 1981                                                                        | 1985                                                                        | 1990                                                                        | 1995                                                                        | 2000                                                                        | 2003                                                                        | 2007                                                                        | 2009                                                                        |
| --------------------------------------------------------------------------- | --------------------------------------------------------------------------- | --------------------------------------------------------------------------- | --------------------------------------------------------------------------- | --------------------------------------------------------------------------- | --------------------------------------------------------------------------- | --------------------------------------------------------------------------- | --------------------------------------------------------------------------- | --------------------------------------------------------------------------- |
| Muži                                                                        | 43.0                                                                        | 40.6                                                                        | 34.5                                                                        | 56.1                                                                        | 63.6                                                                        | 63.3                                                                        | 48.7                                                                        | 49.6                                                                        |
| Ženy                                                                        | 8.7                                                                         | 8.0                                                                         | 8.0                                                                         | 9.4                                                                         | 9.5                                                                         | 10.3                                                                        | 8.8                                                                         | 9.8                                                                         |
| Celkem                                                                      | 24.6                                                                        | 19.1                                                                        | 20.4                                                                        | 31.2                                                                        | 34.9                                                                        | 35.1                                                                        | 27.4                                                                        | 28.4                                                                        |
| Zdroj: Světová zdravotnická organizace                                      |                                                                             |                                                                             |                                                                             |                                                                             |                                                                             |                                                                             |                                                                             |                                                                             |

| Počet sebevražd podle věkové skupiny a pohlaví, Bělorusko, 2009 | Počet sebevražd podle věkové skupiny a pohlaví, Bělorusko, 2009 | Počet sebevražd podle věkové skupiny a pohlaví, Bělorusko, 2009 | Počet sebevražd podle věkové skupiny a pohlaví, Bělorusko, 2009 | Počet sebevražd podle věkové skupiny a pohlaví, Bělorusko, 2009 | Počet sebevražd podle věkové skupiny a pohlaví, Bělorusko, 2009 | Počet sebevražd podle věkové skupiny a pohlaví, Bělorusko, 2009 | Počet sebevražd podle věkové skupiny a pohlaví, Bělorusko, 2009 | Počet sebevražd podle věkové skupiny a pohlaví, Bělorusko, 2009 | Počet sebevražd podle věkové skupiny a pohlaví, Bělorusko, 2009 |
| --------------------------------------------------------------- | --------------------------------------------------------------- | --------------------------------------------------------------- | --------------------------------------------------------------- | --------------------------------------------------------------- | --------------------------------------------------------------- | --------------------------------------------------------------- | --------------------------------------------------------------- | --------------------------------------------------------------- | --------------------------------------------------------------- |
| Věk                                                             | 5-14                                                            | 15-24                                                           | 25-34                                                           | 35-44                                                           | 45-54                                                           | 55-64                                                           | 65-74                                                           | 75+                                                             | Celkem                                                          |
| Muži                                                            | 9                                                               | 270                                                             | 445                                                             | 439                                                             | 464                                                             | 282                                                             | 184                                                             | 145                                                             | 2238                                                            |
| Ženy                                                            | 3                                                               | 45                                                              | 74                                                              | 69                                                              | 96                                                              | 64                                                              | 80                                                              | 74                                                              | 505                                                             |
| Celkem                                                          | 12                                                              | 315                                                             | 519                                                             | 508                                                             | 560                                                             | 346                                                             | 264                                                             | 219                                                             | 2743                                                            |
| Source: Světová zdravotnická organizace                         |                                                                 |                                                                 |                                                                 |                                                                 |                                                                 |                                                                 |                                                                 |                                                                 |                                                                 |